# Teresa l'après-midi
 (février 2018).
Si vous disposez d'ouvrages ou d'articles de référence ou si vous connaissez des sites web de qualité traitant du thème abordé ici, merci de compléter l'article en donnant les références utiles à sa vérifiabilité et en les liant à la section « Notes et références ».
Teresa l'après-midi (Últimas tardes con Teresa) est un roman de l'écrivain espagnol Juan Marsé publiée en 1966 par la maison d'édition Seix Barral.
Le roman avait déjà obtenu le prix Biblioteca Breve du roman de 1965.

## Résumé
C'est dans la belle Barcelone où se mêlent les riches bourgeois et les marginaux que le récit s'amorce. Le récit s'intéresse à l'amitié entre Teresa, une jeune universitaire bourgeoise et faussement rebelle, et Manolo, un séducteur et voleur de motos qui se fait passer pour un ouvrier militant et révolutionnaire. Ce dernier, surnommé Bande à part, est un homme typique des classes populaires et marginales de Barcelone, dont la plus grande aspiration est de séduire Teresa, cette belle jeune fille blonde, universitaire et issue de la haute bourgeoisie catalane qui lui semble inaccessible.
L'histoire commence avec l'arrivée de Bande à part (Manolo) dans le quartier bourgeois de San Gervasio, vêtu d'un superbe costume. Il pénètre dans une voiture de luxe stationnée juste devant l'entrée d'une fête étudiante. Il allume une cigarette et attend qu'une jeune fille le remarque. En voyant que cela ne fonctionne pas, il s’immisce dans la fête et rencontre une jeune femme, Maruja. Il a une aventure avec cette dernière, mais une fois dans sa chambre, lorsqu'il découvre qu'elle n'est pas bourgeoise, il l'a réveille brutalement, la frappe au visage, sans qu'elle ne se défende, comme si elle était habituée à cela. Mais Manolo pense qu'en sortant avec elle il pourra s'attirer les faveurs de la patronne de Maruja, Teresa, une jeune universitaire rebelle, blonde et fille de riches bourgeois.

## Style et structure narrative
Le roman compte vingt-cinq chapitres regroupés en trois parties, narrant les rencontres entre Bande à part (surnom de Manolo) avec Maruja, avec Teresa, et l'idylle entre Manolo et Teresa qui est le fruit d'un accident dont la victime est Maruja. Les différentes rencontres se déroule les après-midi d'où le titre du roman.
Le langage employé reflète le jargon des quartiers populaires de Barcelone. L'auteur utilise des mots et des phrases en langue catalane pour respecter la vraisemblance. Il y a aussi des mots en français et en anglais.

## Éditions françaises
- Paris, Christian Bourgois, 1993, 432 p.  (ISBN 2-267-00788-6)
- Paris, Éditions du Seuil, coll. « Points » no 523, 1998, 432 p.  (ISBN 2-02-033291-4)
- Pairs, Éditions Points, coll. « Points. Signatures » no P2183, 2009, 472 p.  (ISBN 978-2-7578-1406-2)